# Joseph Hooton Taylor
Joseph Hooton Taylor Jr. (Filadelfia, 29 marzo 1941) è un fisico statunitense.

## Biografia
Nato da Joseph Hooton Taylor Senior e Sylvia Evans Taylor, studiò al Moorestown Friends School in Moorestown nello stato del New Jersey. Nel 1963 conseguì un bachelor in fisica all'Haverford College e nel 1968 un Doctor of Philosophy in astronomia all'Università di Harvard, dove lavorò come ricercatore per un breve periodo.
In seguito iniziò una collaborazione con l'Università del Massachusetts a Amherst diventando anche direttore associato della Five College Radio Astronomical Observatory (FCRAO) dove conobbe Russell Alan Hulse. Nel 1974 con Hulse scoprì la pulsar binaria PSR 1913+16; per tale scoperta anni dopo nel 1993 sono stati insigniti del premio Nobel per la fisica.
Dal 1980 e fino al ritiro, avvenuto nel 2006, fu professore di fisica all'Università di Princeton.

## Attività radioamatoriale
Joe Taylor K1JT ha mosso i primi passi nel mondo radioamatoriale fin da adolescente, mostrando grande interesse per la radioastronomia.

È un prolifico sviluppatore di software e protocolli di comunicazione digitali impiegati prevalentemente nel mondo radioamatoriale, come WSPR, FT8, FT4, JT65, JT9.